# 바퀴벌레
바퀴는 바퀴목(Blattodea)에 속하는 곤충의 총칭, 또는 독일바퀴(Blattella germanica) 한 종만을 부르는 말이다. 바퀴목에는 6과에 3500여종의 바퀴가 있으며, 극지방과 해발 2000m 이상인 곳을 뺀 세계 전역에 분포하고 있다. 건물에 있는 바퀴벌레는 해충으로 여긴다.
바퀴의 제일 오래된 화석은 2억 9500만년~3억 5400만년 전인 석탄기 때 만들어진 것이다.